# Jan Walch
Johannes (Jan) Lodewijk Walch, ('s-Gravenhage, 2 januari 1879 - Amsterdam, 12 december 1946) was een Nederlands auteur en toneelschrijver. Hij maakte gebruik van de pseudoniemen Boekenwurm en Krammer.

## Levensloop
Na de HBS en het gymnasium in 's-Gravenhage gevolgd te hebben, studeerde Walch Nederlandse letteren in Leiden. Van 1903-1905 was hij leraar aan de HBS en het gymnasium in Kampen, waarna hij van 1905 tot 1908 leraar aan de HBS in Gouda was. Na promotie op zijn proefschrift over De varianten van Vondels Palamedes, werkte Walch van 1908-1916 als journalist bij Het Vaderland. Daarna richtte hij zich geheel op de literatuur en werd voorzitter van de Maatschappij der Nederlandsche Letterkunde.
Na werk als privaat-docent aan de Universiteit in Leiden en dramaturg van Het Schouwtoneel in Amsterdam, vertrok Walch naar Parijs om als gedelegeerde van de Nederlandse regering het derde eeuwfeest van Molières geboorte bij te wonen. Na wederom het voorzitterschap van de Maatschappij der Nederlandsche Letterkunde bekleed te hebben, werd hij in 1926 benoemd tot hoogleraar in de Nederlandse letteren en beschavingsgeschiedenis aan de Sorbonne in Parijs. Hij bleef dit tot 1939. Nadien werd hij directeur van de Toneelschool in Amsterdam. Op 4 december 1946 kreeg Walch een aanval van angina pectoris, waarna hij acht dagen later overleed. Jan Walch werd begraven op 16 december 1946 op begraafplaats Oud Eik en Duinen.

## Werken
Een selectie van de werken van Jan Walch:
- Holland. Eerste gedichten (1905)
- Judas Ish-Karioth (1914)
- Machten en menschen (1918)
- Vertellingen in den donkeren winter (1919)
- Aan weerskanten van het voetlicht (1927)
- Uit de levensgeschiedenis van woorden (1928)
- Boeken die men niet meer leest (1930)
- De magische schaal (1931)
- Galatea en Hans Bril (1931)
- Is het te laat voor Bayart? (1939)
- Nieuw handboek der Nederlandsche letterkundige geschiedenis (1943)
- Het vreemde geval van Hoghen Lugt (ca. 1930)
- Vrouwen van formaat .Een galerij van vrouwen (9) uit Nederlands verleden.(1941)